# 黃婧靈
黃婧靈（英語：Krysella Wong Ching Ling，1998年4月12日—），原名黃凱儀，香港女主持、演員及意見領袖，現為無綫電視經理人合約藝人（2021年4月起）。

## 簡歷
黃婧靈分別在2010年和2016年畢業於愛秩序灣官立小學及筲箕灣官立中學，其後修讀香港城市大學專上學院工商管理副學士課程。2016年，她因與 Youtuber「熊仔頭」拍攝短片，擔任「熊仔頭女主角」之一而獲網民冠以「熊女郎」綽號，遂漸為人認識。2017年，她透過無綫電視旗下網上直播兼社交平臺 big big channel 和清談節目《#後生仔傾偈》，成為其中一位意見領袖，因身材豐滿和言論出格，再次受到觀眾注目。
2019年12月，黃婧靈隨麥明詩及孔德賢到名古屋市，拍攝 big big channel 旅遊節目《後生仔去旅行》後，受到麥明詩的說話所啟發，遂希望重返校園用兩年時間，完成大學課程和取得學位文憑，並想重操溜冰技巧以自我增值。另外，據她拍攝《#後生仔傾吓偈》時自述，可能其洋名「Krysella」令人難以記得，故被周遭人士改了「波波」外號，連自己也不知道真正原因。不過，她在該集播出前後曾接受傳媒訪問，透露「因為身材出眾」才會有「波波」此綽號，除了欣然接受，亦成為媒體的慣常稱呼。
2021年4月，黃婧靈正式簽約為無綫電視經理人合約藝人，同年8月中將本名「黃凱儀」改為現時藝名。同年，黃婧靈參與了多個無綫電視節目，包括《開心大綜藝》及《代溝關注組》，並於《萬千星輝頒獎典禮2021》首度入圍「飛躍進步女藝員」。2022年3月，黃婧靈主持無綫電視性教育節目《冇人性教育》，因表現突出而受注視。同年年尾於《萬千星輝頒獎典禮2022》再度入圍「飛躍進步女藝員」。

## 演出作品

### 劇集
| 首播            | 劇名              | 角色                    |
| big big channel |                   |                         |
| 2018年          | 我老細唔係人      | 日本妹（第13集）        |
| 無綫電視        |                   |                         |
| 2020年          | 那些我愛過的人    | 方書文（少年）          |
| 2021年          | 逆天奇案          | 記 者（第10、15、20集） |
| 2022年          | 青春不要臉        | 訓練班學員              |
| 2022年          | 愛·回家之開心速遞 | 波 波（第1513集）       |
| 2022年          | 痞子殿下          | 藍 紗                   |
| 2022年          | 下流上車族        | 吳小雨（第8集）         |
| 2023年          | 妳不是她          | 周慧雅（Yuki）          |
| 2025年          | 痞子無間道        | 林 渚                   |

### 綜藝節目
| 首播     | 節目名                         | 備註                                       |
| 無綫電視 |                                |                                            |
| 2017年   | #後生仔傾偈                    | 意見領袖之一                               |
| 2017年   | 群星拱照 big big channel       | 固定演出嘉賓                               |
| 2017年   | big big channel 失驚無神賀中秋 | 固定演出嘉賓                               |
| 2017年   | TVB50周年 華麗轉身 邁步同行    | 固定演出                                   |
| 2017年   | TVB金禧晚宴暨2018節目巡禮      | 固定嘉賓                                   |
| 2017年   | #後生仔平安夜傾吓偈            | 意見領袖之一                               |
| 2018年   | 食得好健康                     | 演出「波波減肥」環節                       |
| 2018年   | #後生仔睇完港姐倾吓偈            | 意見領袖之一                               |
| 2018年   | #後生仔失驚無神賀中秋          | 固定演出嘉賓                               |
| 2018年   | Y Angle                        | 2018年12月22日至2019年11月30日，不定期演出 |
| 2018年   | 萬千星輝頒獎典禮2018           | 固定嘉賓                                   |
| 2018年   | 電競王                         | 演出助手（電競女）                         |
| 2018年   | 萬眾同心齊Countdown            | 固定演出                                   |
| 2019年   | 金豬報喜迎新歲                 | 固定演出                                   |
| 2019年   | #後生仔睇完港姐傾偈            | 意見領袖之一                               |
| 2019年   | 跨跨跨世代                     | 演出第4集                                  |
| 2019年   | #後生仔再同港姐傾吓偈            | 意見領袖之一                               |
| 2019年   | 善心滿東華2019                 | 固定演出                                   |
| 2019年   | 一屋後生仔                     | 意見領袖之一                               |
| 2019年   | #後生仔傾吓傾吓傾到2020            | 意見領袖之一                               |
| 2020年   | 網購攻略＋big big shop感謝祭   | 固定演出                                   |
| 2020年   | 姊妹淘（第四輯）               | 固定演出                                   |
| 2020年   | 娛樂大家                       | 固定演出                                   |
| 2020年   | #後生仔睇完港姐傾偈            | 固定演出                                   |
| 2020年   | 熱賣開催+big big動漫節         | 固定演出                                   |
| 2020年   | 疫境廚神秋冬盛宴               | 固定演出                                   |
| 2020年   | 衝上雲霄大選                   | 固定演出                                   |
| 2021年   | 慈善星輝仁濟夜                 | 固定演出                                   |
| 2021年   | 天天開運王                     | 第二輯 固定演出                            |
| 2021年   | 明星運動會                     | 固定演出                                   |
| 2021年   | 開心大綜藝之暑假玩到盡         | 固定演出                                   |
| 2021年   | 歡樂滿東華                     | 固定演出                                   |
| 2022年   | J2再出世                       | 固定演出                                   |
| 2022年   | 樓價有得估                     | 固定演出                                   |
| 2024年   | 獎門人新春感謝祭               |                                            |

### 主持節目
| 首播           | 節目名     | 備註                                                               |
| 無綫電視       |            |                                                                    |
| 2019年         | 眼睛去旅行 | 第11、12集、與孔德賢一同主持                                       |
| 2020 - 2022年  | 安樂蝸     | 主持之一                                                           |
| 2021年至2023年 | 周末集結   | 連同徐文浩、林正峰、曾展望、劉頌鵬、陳欣茵、杜穎珊及黃紫恩一同主持 |
| 2022年         | 冇人性教育 | 連同吳兆麟、姜嘉琳、胡敏芝、張盈悅、黃紫恩及歐陽偉豪一同主持       |
| 2022年         | 尋寶記     | 與鄭衍峰一同主持                                                   |

### 電台節目
- 2017年1月22日：商業電台叱咤903《公子會》 嘉賓

### 廣告
- 2016年：GATSBY（香港）「追女仔千萬不可忽略的元素 - 《GATSBY CREATIVE AWARD 學生影像創作比賽》」 （页面存档备份，存于）

## 曾獲獎項與提名
| 年份   | 獎項                                   | 結果 |
| ------ | -------------------------------------- | ---- |
| 2021年 | 萬千星輝頒獎典禮2021「飛躍進步女藝員」 | 提名 |
| 2022年 | 萬千星輝頒獎典禮2022「飛躍進步女藝員」 | 提名 |

## 外部連結
- Krysella Wong的Facebook專頁
- 波波 Krysella的Facebook專頁
- 黃婧靈的Instagram帳戶